# Municipio de Center (condado de Marshall, Indiana)
El municipio de Center (en inglés: Center Township) es un municipio ubicado en el condado de Marshall en el estado estadounidense de Indiana. En el año 2010 tenía una población de 15593 habitantes y una densidad poblacional de 100,69 personas por km².

## Geografía
El municipio de Center se encuentra ubicado en las coordenadas 41°19′30″N 86°16′9″O / 41.32500, -86.26917. Según la Oficina del Censo de los Estados Unidos, el municipio tiene una superficie total de 154.86 km², de la cual 153.6 km² corresponden a tierra firme y (0.81%) 1.25 km² es agua.

## Demografía
Según el censo de 2010, había 15593 personas residiendo en el municipio de Center. La densidad de población era de 100,69 hab./km². De los 15593 habitantes, el municipio de Center estaba compuesto por el 90.21% blancos, el 0.71% eran afroamericanos, el 0.42% eran amerindios, el 0.69% eran asiáticos, el 0.01% eran isleños del Pacífico, el 5.94% eran de otras razas y el 2.01% pertenecían a dos o más razas. Del total de la población el 14.46% eran hispanos o latinos de cualquier raza.